# Siklós István
Siklós István (Budapest, 1936. május 31. – London, 1991. augusztus 27.) emigráns magyar költő, műfordító, szanszkritológus. A BBC magyar adásának szerkesztője volt.

## Élete
Középiskoláit Budapesten végezte. Az 1950-es években kezdett el jógával foglalkozni. Az 1956-os forradalomban a Széna Téren harcolt Szabó bácsi csapatában. Eleinte Indiába akart emigrálni, de ez meghiúsult, így Angliába került. A Londoni Egyetemen szanszkrit költészettant és magyar irodalmat tanult. Publikált Az Irodalmi Újságban, a Magyar Műhelyben, az Új látóhatárban. 1964-től a BBC magyar osztályának munkatársa. 1978-tól A Magyar írók Angliában c. műsort szerkesztette, itt mutatta be többek között Határ Győzőt, Sárközi Mátyást, Gömöri Györgyöt. Népszerűsítette az itthon maradt költőket is, Pilinszky Jánost elsők között fordította le angolra (kötetben nem jelent meg). 1980–1989 között a BBC magyar adásának vezetője volt. Szabó Andrással és Czigány Lóránttal együtt alapította a Szepsi Csombor Kört – Szabó rövid idő után kilépett. Ritkán megszólaló költő volt, a Csönd erdeje előtt 24 szakaszból álló költemény 1956-ról. 1991 januárjában Magyarország londoni nagykövetségének tanácsosa lett és követi címet kapott.

## Művei
- Ember5húrral, 1968 (versek)
- Szövegek, 1973 (tanulmány)
- Csönd erdeje előtt, 1981 (versek)
- Világ világossága mögöttem, 1992 (válogatott művek, szerk. Czigány Lóránt)[7]